# Dawid Alexandrowitsch Toradse
Dawid Alexandrowitsch Toradse (georgisch დავით თორაძე, russisch Торадзе, Давид Александрович, wiss. Transliteration Toradze, David Aleksandrovič; * 14. April 1922 in Tiflis; † 7. November 1983 ebenda) war ein georgischer Komponist und Hochschullehrer.

## Leben und Werk
1937 schloss Toradse ein zehnjähriges Klavierstudium an der Tifliser Musikschule ab. Er studierte dann von 1937 bis 1939 Komposition am Tifliser Konservatorium bei Sargis Barchudarjan und Klavier bei Anastassija Wirsaladse. Er setzte dann sein Kompositionsstudium am Moskauer Konservatorium bei Reinhold Glière fort, das er 1941 abschloss. 1951 absolvierte er ein Postgraduiertenstudium am Konservatorium in Tiflis.
Ab 1953 lehrte Toradse in Tiflis Orchestrierung und Komposition. 1973 wurde er zum Professor ernannt. Toradse arbeitete auch für die georgischen Filmstudios und für das Theater. Toradse war Vorstandsmitglied der Vereinigung Georgischer Komponisten.
Toradse schrieb Lieder und Romanzen auf Gedichte georgischer Dichter sowie Musik für Theater und Kino. Er schrieb die Opern Suramis Ziche (1942), Gola (Der Ruf des Berges, Tiflis 1947), Newesta sewera (Die Braut des Nordens, ebd. 1958), die musikalischen Komödien Natela (ebd. 1948) und Mstitel (Der Rächer, ebd. 1949), die Ballette Gorda (ebd. 1949) und Sa mir (Für den Frieden, ebd. 1953) sowie folgende Orchesterwerke: Symphonie (1946), Festouvertüre (1947), drei Suiten (1942, 1943 und 1947) sowie das Werk Afrikanische Skizzen für Chor und Orchester (1965).
Toradse starb am 7. November 1983. Er wurde auf dem Ehrenfriedhof Didube-Pantheon in Tiflis beigesetzt.

## Persönliches
Toradse war mit der Schauspielerin Liana Assatiani verheiratet. Einer der Söhne des Paares ist der Pianist Aleksandre Toradse.